# Alberto Nosè
Alberto Nosè (ur. 18 listopada 1979 w Villafranca di Verona) – włoski pianista, laureat V nagrody na XIV Międzynarodowym Konkursie Pianistycznym im. Fryderyka Chopina (2000).

## Życiorys
Alberto Nosè edukację muzyczną rozpoczął w Konserwatorium F.E.Dall'Abaco w Weronie, by po ukończeniu go z wyróżnieniem w wieku 17 lat kontynuować studia pianistyczne w Międzynarodowej Akademii Pianistycznej „Incontri col Maestro” w Imoli pod kierunkiem prof. Franco Scali, Borisa Petrushansky'ego i Leonida Margariusa.
Pierwszym poważnym sukcesem Alberto Nosè było zajęcie pierwszego miejsca na Międzynarodowym Konkursie Jugend für Mozart w Salzburgu w wieku 11 lat. Wygrana ta poprzedziła szereg prestiżowych osiągnięć w kolejnych latach: Międzynarodowy Konkurs Pianistyczny im. Ferrucio Busoniego w Bolzano, 2. nagroda (1999), Vendôme w Paryżu, 1. nagroda (2000), XIV Międzynarodowy Konkurs im. Fryderyka Chopina w Warszawie, 5. nagroda (2000), Maj Lind w Helsinkach, 1. nagroda (2002), World Piano Competition w Londynie, 2. nagroda (2002), Paloma O’ Shea w Santander, Grand Prix i Nagroda Publiczności (2005), Top of the World w Tromsø, 1. nagroda (2011).
Sukcesy te umożliwiły Alberto Nosè udział w prestiżowych festiwalach w Europie, Azji i Ameryce oraz otworzyły przed nim drzwi największych sal koncertowych, takich jak: Wigmore Hall, Carnegie Hall, Queen Elisabeth Hall, Royal Festival Hall, Théâtre du Châtelet, Salle Pleyel, Mozarteum w Salzburgu, Suntory Hall w Tokio, Teatro La Fenice. Zaowocowały również współpracą z takimi orkiestrami, jak London Philharmonic, English Chamber Orchestra, European Union Chamber Orchestra, Orchestre Philharmonique de Radio France, Filharmonicy Warszawscy, Orquesta Sinfónica de RadioTelevisión Española, Finnish Radio Symphony, Orquesta Sinfonica de Tenerife, Orquesta Sinfonica de Galicia i New Japan Philharmonic.
Był też jurorem podczas eliminacji XVI Międzynarodowego Konkursu Pianistycznego im. Fryderyka Chopina w 2010.
Alberto Nosè prowadzi klasy mistrzowskie w Konserwatorium w Genewie, The Mannes College of Music w Nowym Jorku i w Japonii. Jego bogata dyskografia została wydana przez Assicurazioni Generali, TauRecords, francuski Magazyn muzyczny „Piano”, Nascor-Ysaye Records i Naxos.